# 陰陽師 (2001年のテレビドラマ)
『陰陽師』（おんみょうじ）は、2001年4月3日から6月5日まで毎週火曜日23:00 - 23:45に、NHK総合テレビジョンの「ドラマDモード」で放送されていた日本のテレビドラマ。主人公・安倍晴明役をSMAPの稲垣吾郎が演じている。後続の映画版など他の同名作品と区別して「NHK版陰陽師」と呼ばれる。
夢枕獏の小説『陰陽師』を原作としている。

## ストーリー
平安時代の京を舞台に世の怨霊を払う陰陽師・安倍晴明の活躍を描く。本ドラマでは特に各話に登場する「女の情念」がテーマとなっている。

## キャスト
- 安倍晴明 - 稲垣吾郎
- 源博雅 - 杉本哲太
- 蜜虫 - 本上まなみ
- 蘆屋道満 - 寺尾聰
- 藤原兼家 - 石橋蓮司
- 白比丘尼 - 高橋恵子

第1話 「玄象（げんじょう）」
- 玉草 - 山口紗弥加
- 鹿島貴次 - 宮川一朗太
- 漢多太 - 永澤俊矢
- 乳母 - 宮下順子

第2話 「這う鬼（はうおに）」
- 藤原貴子 - 櫻井淳子
- 藤原兼通 - 平野稔
- 草笛 - 前田真里
- 越智の女 - 速水典子
- 浮舟 - 和泉ちぬ
- 藤原康範 - 大石継太

第3話 「迷神（まどわしかみ）」
- 藤子 - 南野陽子
- 菅原伊通 - 西村和彦
- 融 - 小松大記

第4話 「鉄輪（かなわ）」
- 徳子 - 横山めぐみ
- 藤原為良 - 渡辺いっけい

第5話 「たらちね」
- 妙 - 美保純
- 小夜 - 春名美咲
- 藤原兼通 - 平野稔
- 師助 - 船木誠勝

第6話 「鬼小町（おにこまち）」
- 小野小町 - 三田和代
- 深草の少将 - 風間杜夫
- 如水 - 塚本高史

第7話 「露とこたえて」
- 聡子 - 後藤理沙
- 夕子 - 高橋ひとみ

第8話 「鬼のみちゆき」
- 淑子 - 戸田菜穂
- 村上正嗣 - 石橋保

第9話 「心の鬼」
- 修子 - 白島靖代

最終話 「鬼火（おにび）」
- 疾風 - 金山一彦

## スタッフ
- 原作 - 夢枕獏『陰陽師』（文春文庫刊）[1]
- 脚本 - 小松江里子[1]、長川千佳子[1]、田中江里夏[1]、渡辺美穂子[1]
- 音楽 - H.GARDEN
- 演出 - 小田切正明[1]
- 主題歌 - canna「記憶の空へ」
- 制作統括 - 小見山佳典（NHKエンタープライズ21）[1]、一井久司（NHKドラマ番組部）[1]
- プロデューサー - 近藤晋（東北新社クリエイツ）

## 放送日程
| 話数   | 放送日  | サブタイトル         | 脚本       |
| ------ | ------- | -------------------- | ---------- |
| 第1話  | 4月03日 | 玄象（げんじょう）   | 小松江里子 |
| 第2話  | 4月10日 | 這う鬼（はうおに）   | 小松江里子 |
| 第3話  | 4月17日 | 迷神（まどわしかみ） | 田中江里夏 |
| 第4話  | 4月24日 | 鉄輪（かなわ）       | 長川千佳子 |
| 第5話  | 5月01日 | たらちね             | 田中江里夏 |
| 第6話  | 5月08日 | 鬼小町（おにこまち） | 渡辺美穂子 |
| 第7話  | 5月15日 | 露とこたえて         | 田中江里夏 |
| 第8話  | 5月22日 | 鬼のみちゆき         | 渡辺美穂子 |
| 第9話  | 5月29日 | 心の鬼               | 渡辺美穂子 |
| 最終話 | 6月05日 | 鬼火（おにび）       | 田中江里夏 |